# Mehran Kardar
Mehran Kardar (en persa: مهران کاردار‎; agosto de 1957) es un físico  iraní, catedrático de física en el Instituto Tecnológico de Massachusetts. Obtuvo su licenciatura en la Universidad de Cambridge, y su doctorado en el Instituto Tecnológico de Massachusetts.
Mehran Kardar es conocido sobre todo por ecuación KPZ que describe la dinámica fractal de los procesos de crecimiento superficial cuando hay transmisión lateral de la información (Kardar-Parisi-Zhang).
Es autor de dos conocidos manuales,
- Statistical Physics of Fields. University of 213eCambridge Press, 2007. ISBN 9780521873413,
- Statistical Physics of Particles. University of Cambridge Press, 2007. ISBN 9780521873420,

y de cerca de 200 artículos de investigación